# Karolina Kumor
Karolina Monika Kumor (ur. 22 lutego 1976) – polska literaturoznawczyni, dr hab. nauk humanistycznych, adiunkt i prodziekan Instytutu Studiów Iberyjskich i Iberoamerykańskich Wydziału Neofilologii Uniwersytetu Warszawskiego.

## Życiorys
Odbyła studia w Katedrze Iberystyki na Uniwersytecie Warszawskim, natomiast 23 listopada 2004 obroniła pracę doktorską Teoria i praktyka w hiszpańskim teatrze dworskim złotego wieku: Twórczość Francisco Bancesa Candamo (promotor – Kazimierz Sabik). 24 lutego 2015 habilitowała się na podstawie pracy zatytułowanej Auto sacramental w hiszpańskim teatrze XX wieku. Odrodzenie i przemiany barokowego gatunku dramatycznego.
Objęła funkcję adiunkta, oraz prodziekana w Instytucie Studiów Iberyjskich i Iberoamerykańskich na Wydziale Neofilologii Uniwersytetu Warszawskiego.

## Publikacje
- 2005: Życie teatralne w Hiszpanii Złotego Wieku[1]
- 2007: El teatro de Bances Candamo y la realidad política de la Españ,a de Carlos[1]
- 2009: Del canón al organón teatral: un estudio de la obra de Paloma de Pedrero a la luz de la teoría de M. Pierrte Malcuzyncki[1]
- 2009: Mecanismos psíquicos del poder y la violencia simbólica en el teatro de Paloma Pedrero[1]